# Camillidae
Camillidae Frey, 1921 è una piccola famiglia di insetti dell'ordine dei Ditteri (Brachycera: Cyclorrhapha: Acalyptratae). Simili ai più ben noti Drosophilidae, i Camillidae sono fondamentalmente insetti poco conosciuti e probabilmente saprofagi e, quindi, di scarso interesse sotto l'aspetto pratico delle relazioni con l'uomo.

## Descrizione
Gli adulti hanno corpo di piccole dimensioni, lungo 2-4 mm e generalmente di forma esile.
Il capo porta un ampio triangolo ocellare e gene strette, con occhi grandi e di forma ovale. Le setole fronto-orbitali sono rappresentate da tre paia di setole orbitali, le prime lunghe e proclinate, le ultime lunghe e reclinate, le intermedie brevi e reclinate, oltre ad una serie di setole interfrontali di microtrichi sparsi. La chetotassi della regione postfrontale comprende setole ocellari e verticali lunghe robuste e un paio di setole postocellari incrociate. Setole più brevi sono allineate dietro gli occhi (setole postoculari) e lungo il margine peristomale (setole sottovibrissali e genuali). Presenti le vibrisse. Le antenne sono di tipo aristato e sono rivolte verso il basso. Il pedicello è provvisto di più setole dorsali. Il primo flagellomero è ovale e poco più grande del pedicello ed è caratterizzato dalla presenza di un lungo processo basale che si incunea profondamente nel pedicello. L'arista è bipettinata, provvista di rade setole ventrali brevi e setole dorsali più lunghe.
Il torace è dorsalmente convesso. La chetotassi dorsale comprende due paia di setole dorsocentrali e due paia di setole scutellari; assenti le setole acrosticali. Lungo il margine dorsale sono presenti una setola omerale, due notopleurali, due sopralari (di cui una presuturale e l'altra postsuturale), una o due postalari e due scutellari. Sulle pleure sono presenti una setola sul proepisterno, una o più setole sul mesoepisterno dorsale e due sul mesoepisterno ventrale. Le zampe sono provviste di setole preapicali dorsali sulle mesotibie.
Le ali sono relativamente lunghe, ialine in Camilla, colorate alla base da una banda trasversale scura in Afrocamilla e Teratocamilla. Hanno il lobo anale ampio ma poco pronunciato e l'alula poco sviluppata. La costa si estende fino alla terminazione della media e presenta due fratture (omerale e subcostale). La subcosta è incompleta e quasi evanescente nel tratto distale. La cubito presenta il solo ramo CuA1 e la vena anale è ridotta. La radio-mediale è posizionata entro il quarto prossimale dell'ala. Presente la medio-cubitale discale e assente la medio-cubitale basale. Per effetto di questa conformazione le cellule posteriori non sono ben delineate: la cellula discale è fusa con la seconda basale e la cellula cup è aperta.
L'addome del maschio è composto da quattro uriti apparenti, con sviluppo marcato del quarto tergite e quinto e sesto tergite molto ridotti o rudimentali. Gli uriti terminali sono simmetrici. L'addome della femmina è composto da cinque uriti apparenti; i successivi sono sottili, membranosi o poco sclerificati e formano un ovopositore di sostituzione.

Nervatura alare nel genere Camilla.
Fratture costali: hb: frattura omerale; sb: frattura subcostale.
Nervature longitudinali: C: costa; Sc: subcosta; R: radio; M: media; Cu: cubito; A: anale.
Nervature trasversali: h: omerale; r-m: radio-mediale; dm-cu: medio-cubitale discale.
Cellule: br: 1ª basale; bm+dm: 2ª basale fusa con la discale; cup: cellula cup.

Gli stadi giovanili, in questa famiglia, sono del tutto sconosciuti, ad eccezione di Katacamilla cavernicola, la cui morfologia rispecchia quella degli Ephydroidea in generale.

## Biologia
La biologia dei Camillidae è poco conosciuta. Si presume che le larve siano saprofaghe. Questa ipotesi è avvalorata dal recente ritrovamento di larve e pupe negli escrementi di animali africani.
Degli adulti si hanno poche informazioni, a parte il loro ritrovamento in contesti più o meno generici: esemplari di Camillidae sono stati trovati sui fiori, sulle finestre, nei prati di luoghi ombrosi, sul suolo. In diversi casi sono state osservate associazioni con mammiferi terricoli, come i roditori e i lagomorfi: adulti di Camilla sp. sono stati trovati all'ingresso di tane di conigli e adulti di specie africane (Camilla manningi, Afrocamilla stuckenbergi) sono stati ritrovati sugli escrementi dell'iracoideo Procavia capensis.

## Sistematica e filogenesi
Fino alla seconda metà del XX secolo, Camilla era l'unico genere conosciuto di questa famiglia. In passato il genere era classificato nell'ambito dei Drosophilidae, finché Frey (1921) ne ha proposto la separazione in una famiglia distinta.
Dal punto di vista filogenetico, in letteratura c'è un generale consenso nell'inquadrare i Camillidae nel clade degli Ephydroidea (=Drosophiloidea sensu Hennig), nell'accezione stretta, ovvero il gruppo ristretto alle famiglie Drosophilidae ed Ephydridae e ad alcune piccole famiglie. Vi sono invece differenze di vedute in merito alle relazioni nell'ambito di questo gruppo. Hennig (1971, 1973), Griffiths (1972), McAlpine (1989) sostenevano una stretta relazione fra Camillidae e Drosophilidae. Più recentemente, Grimaldi (1990) ha invece sostenuto una più stretta relazione dei Camillidae con gli Ephydridae. Le due tesi, quella di McAlpine e quella di Grimaldi, sono riassunte nei seguenti cladogrammi:
|  | Diastatidae+Ephydridae                                       |
|  |                                                              |
|  | \| \| Drosophilidae \| \| \| \| \| \| Camillidae \| \| \| \| |
|  |                                                              |
|  | Drosophilidae                                                |
|  |                                                              |
|  | Camillidae                                                   |
|  |                                                              |

|  | Drosophilidae |
|  |               |
|  | Camillidae    |
|  |               |

|  | Diastatidae+Ephydridae                                       |
|  |                                                              |
|  | \| \| Drosophilidae \| \| \| \| \| \| Camillidae \| \| \| \| |
|  |                                                              |
|  | Drosophilidae                                                |
|  |                                                              |
|  | Camillidae                                                   |
|  |                                                              |

|  | Drosophilidae |
|  |               |
|  | Camillidae    |
|  |               |

|  | Diastatidae+Ephydridae                                       |
|  |                                                              |
|  | \| \| Drosophilidae \| \| \| \| \| \| Camillidae \| \| \| \| |
|  |                                                              |
|  | Drosophilidae                                                |
|  |                                                              |
|  | Camillidae                                                   |
|  |                                                              |

|  | Drosophilidae |
|  |               |
|  | Camillidae    |
|  |               |

|  | Diastatidae+Ephydridae                                       |
|  |                                                              |
|  | \| \| Drosophilidae \| \| \| \| \| \| Camillidae \| \| \| \| |
|  |                                                              |
|  | Drosophilidae                                                |
|  |                                                              |
|  | Camillidae                                                   |
|  |                                                              |

|  | Drosophilidae |
|  |               |
|  | Camillidae    |
|  |               |

|  | Diastatidae                                               |
|  |                                                           |
|  | \| \| Ephydridae \| \| \| \| \| \| Camillidae \| \| \| \| |
|  |                                                           |
|  | Ephydridae                                                |
|  |                                                           |
|  | Camillidae                                                |
|  |                                                           |

|  | Ephydridae |
|  |            |
|  | Camillidae |
|  |            |

|  | Diastatidae                                               |
|  |                                                           |
|  | \| \| Ephydridae \| \| \| \| \| \| Camillidae \| \| \| \| |
|  |                                                           |
|  | Ephydridae                                                |
|  |                                                           |
|  | Camillidae                                                |
|  |                                                           |

|  | Ephydridae |
|  |            |
|  | Camillidae |
|  |            |

|  | Diastatidae                                               |
|  |                                                           |
|  | \| \| Ephydridae \| \| \| \| \| \| Camillidae \| \| \| \| |
|  |                                                           |
|  | Ephydridae                                                |
|  |                                                           |
|  | Camillidae                                                |
|  |                                                           |

|  | Ephydridae |
|  |            |
|  | Camillidae |
|  |            |

|  | Diastatidae                                               |
|  |                                                           |
|  | \| \| Ephydridae \| \| \| \| \| \| Camillidae \| \| \| \| |
|  |                                                           |
|  | Ephydridae                                                |
|  |                                                           |
|  | Camillidae                                                |
|  |                                                           |

|  | Ephydridae |
|  |            |
|  | Camillidae |
|  |            |

Fino agli anni novanta il numero di Camillidae conosciuti era di poco più che una decina e in gran parte ritrovati nel Paleartico. Al genere Camilla si erano aggiunti Katamilla, con una specie ritrovata in Namibia, e Protocamilla, con un fossile del Cenozoico. Negli anni novanta, grazie al sudafricano Barraclough, la famiglia si è arricchita con la descrizione di numerose nuove specie e con l'aggiunta di due nuovi generi, Afrocamilla e Teratocamilla, e il baricentro dell'areale dei Camillidae si è spostato dal Paleartico alla regione afrotropicale.
Attualmente si conoscono 40 specie viventi ripartite fra quattro generi
- Afrocamilla Barraclough, 1992, con 15 specie
- Camilla Haliday, 1838 (= Ambacis Enderlein, 1922, Noterophila Rondani, 1856, Oxycamilla Oldenberg, 1914), con 18 specie
- Katacamilla Papp, 1978, con sette specie
- Teratocamilla Barraclough, 1993, con una specie

Il genere estinto Protocamilla Hennig, 1965, comprende la sola specie fossile Protocamilla succini Hennig, 1965, rinvenuta nell'ambra baltica, la cui età risale si colloca fra l'Eocene e l'Oligocene.

## Distribuzione
L'areale dei Camillidae si estende su tutto il vecchio continente e il Nordamerica, ma la maggiore concentrazione di specie si ha nel Paleartico occidentale e nell'ecozona afrotropicale. Afrocamilla e Katacamilla sono prevalentemente afrotropicali, Camilla prevalentemente paleartica, Teratocamilla esclusivamente afrotropicale. Il quadro complessivo è riassunto nella seguente tabella:
| Generi | Afrotropicale | Neartica | Orientale | Paleartica |
| --- | ------------- | -------- | --------- | ---------- |
| Afrocamilla | 12            | 3        |           |            |
| Camilla | 4             | 2        | 1         | 11         |
| Katacamilla | 5             |          |           | 2          |
| Teratocamilla | 1             |          |           |            |
| Totale | 22            | 5        | 1         | 13         |
| Note C. acutipennis, presente nelle isole del Mediterraneo orientale, sarebbe segnalata anche in Kenya, ma questa presenza è dubbia. L'areale delle Katamilla paleartiche è ristretto ad alcune regioni della penisola arabica. Delle due specie, K. vanharteni è presente in Arabia Saudita (regione paleartica) e Yemen (regione afrotropicale). |               |          |           |            |

In Europa si conoscono solo otto specie, tutte appartenenti al genere Camilla. Due di queste sono segnalate anche in Italia: Camilla acutipennis, presente al nord e nella penisola, e Camilla nigrifrons, segnalata al nord.